# ارباب حلقه‌ها: بازگشت پادشاه (بازی ویدئویی)
ارباب حلقه‌ها: بازگشت شاه (به انگلیسی: The Lord of the Rings: The Return of the King) یک بازی ویدئویی منتشر شده توسط شرکت الکترونیک آرتز است. این بازی در ۳۱ اکتبر ۲۰۰۳ عرضه شده و سازنده آن ای‌ای ردوود شورز است.